# Peto de ánimas

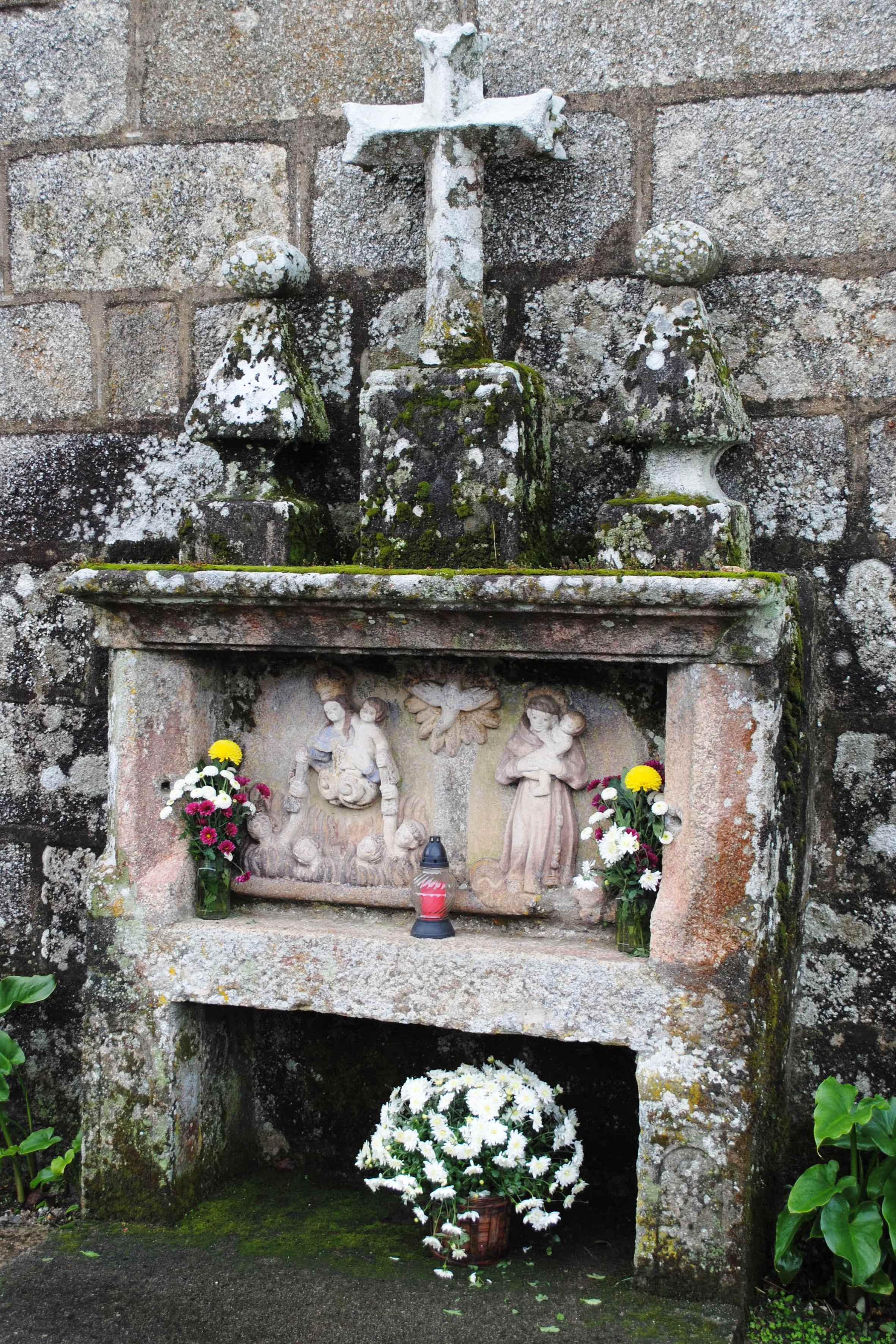
Peto de ánimas de Cenlle

Els petos de ánimas es troben en camins i cruïlles de tot Galícia i són una de les manifestacions materials del culte als morts i de la devoció per les ánimas. El poble de Galícia ha estat sempre profundament religiós, un sentiment heretat dels seus avantpassats i establert en tradicions de sants repartits per tota la geografia gallega. És general la creença en els petits i grans miracles i sovint es demana el favor del Cel.

## Significat
El seu significat prové de la creença popular gallega de la continuïtat de l'ànima després de la mort i de l'existència d'un pas intermedi per arribar al Cel, on es redimeixen els pecats i faltes comeses en vida (el purgatori).
Potser de les construccions populars, els petos de ánimas són els que donen més importància al purgatori. La finalitat d'aquests elements populars és que els vius puguin oferir almoines per la salvació de les ànimes en pena que no troben descans en el purgatori, i així, puguin arribar a la felicitat al Cel. Una vegada alliberades, pregaran per qui va fer l'ofrena. Així doncs, aquest ritual es fa servir per procurar la salvació dels morts però també per assegurar-se la pròpia.
Molts d'aquests petits altars van ser construïts per la devoció d'un feligrès o pels veïns d'un indret. Els advertiments que hi ha gravats en cadascun d'ells són molt curiosos; per exemple, en el de Famelga de Aguasantas (Cotobade) es llegix textualment: "Una ànima tens i no més, si la perds què faràs...". En d'altres, també es convida a recordar als avantpassats: "Ave Maria Puríssima. Recordeu-vos de les ànimes dels vostres pares o avis o oncles o parents o amics". I, hi ha també, inscripcions oratòries: "Pregueu per Nos, Senyor, i socorreu-nos amb els vostres sufragis que Nos demanarem per vós".

## Origen
Les ànimes del purgatori són objecte de devoció gallega, després dels sants, de Jesucrist i de Maria; i, com que el culte té la seva arrel en el centre mateix de l'esperit gallec, les mostres que se'n conserven són moltes.
La idea del purgatori, augmentada i revitalitzada a partir del Concili de Trento (segle xvi), va fer que es desenvolupés la pràctica de la construcció d'aquests monuments populars amb una determinada iconografia. Però segons sembla, és a la Galícia del segle xviii on es construeixen la major part d'aquests monuments dedicats a les ànimes; els més antics que es conserven corresponen al segle xvii.

## Localització i dimensió
Les cruïlles encara inspiren temor als naturals del país, perquè perviu la idea de considerar-les com un lloc que fou destinat al soterrament, especialment dels que no formaven part de la comunitat cristiana. Possiblement, d'aquí ve la creença que les ànimes dels condemnats errin durant la nit.
Tant la seva dimensió com iconografia són variades, cosa que dificulta el fet d'establir-ne una morfologia general, però sí que s'hi troben uns elements comuns:
- Una configuració arquitectònica formada per una base, més o menys motllurada i acabada en una taula, un cos central on hi ha el nínxol amb la representació iconogràfica, i un frontó superior de remat. L'obra és sempre de granit ben treballat[1] i sovint va decorada amb motllures, cornises o pilastres.
- El nínxol central, acabat en arc de mig punt i que fa de capella, amb un relleu de pedra o fusta, de vegades substituït per una pintura o fins i tot per una estampa impresa. Aquesta capella està sovint protegida per una reixa o un vidre.[1]
- Una guardiola amb porta de ferro i situada a la part frontal, per a deixar les almoines.[1]

## El culte alspetos de ánimas
També és habitual que al passar per davant del peto, es resi una oració per les ànimes beneïdes perquè puguin sortir del purgatori. També se'ls agraïx algun favor fet, ja que acostumen a ajudar els vius. Se'ls demana ajuda per a solucionar algun problema i es col·loquen flors en el seu record, perquè cal tenir-les sempre presents.